# یوهانا دونال
یوهانا دونال (انگلیسی: Johanna Dohnal; ۱۴ فوریهٔ ۱۹۳۹ – ۲۰ فوریهٔ ۲۰۱۰) سیاست‌مدار اهل اتریش و اولین وزیر زنان اتریش بود.